# 긍정이 체질
《긍정이 체질》은 대한민국의 웹드라마이다.

## 줄거리
삼성 웹드라마 <긍정이 체질>은 영화감독을 꿈꾸는 영화학과 대학생 ‘환동’이 영화 제작을 위해 그의 옛 연인 ‘혜정’과 재회하며 벌어지는 이야기를 담고 있는데요. ‘환동’의 영화가 교내 지원작으로 선정됐지만 별도 지원금은 없는 현실 앞에서 출연진 섭외부터 제작비 마련까지 자신의 꿈을 이루기 위해 고군분투하게 되는데요. 과연 환동은 젊은 패기와 열정으로 무사히 영화를 제작할 수 있을까요?

## 등장 인물

### 주요 인물
- 도경수(EXO): 김환동 역 - 영화감독을 꿈꾸는 영화학과 대학생으로 긍정과 도전 정신으로 똘똘 뭉쳐있다. 졸업작품 제작에 필요한 제작비를 위해 아르바이트를 하고, 옛 연인이었던 혜정에게 주인공을 부탁하기도 한다. 힘든 현실에 계속 부딪히지만 혜정, 그리고 새로 만난 스태프들과 힘을 합쳐 어려움을 극복해나간다.
- 채서진: 방혜정 역 - CF 스타로 깜짝 등장해 드라마 주연으로까지 활약했지만 이제는 대중에게 잊혀진 여배우다. 남은 건 자존심뿐이지만 우연히 연인이었던 환동과 함께 영화 작업을 하게 되면서 다시 한 번 진정한 배우의 꿈을 꾼다.
- 이다윗: 황인국 역 - 환동의 가장 친한 친구이자 드라마 내 영화의 프로듀서. 영화 제작비 마련을 위해 아르바이트도 하는 등 환동과 함께 각종 어려움을 헤쳐나간다.

### 김환동의 가족
- 김의성: 환동父역 겉으로는 툴툴대지만 영화 제작비로 힘겨워하는 아들, 환동에게 자신의 비자금을 몰래 건네줄 정도로 환동을 묵묵히 응원한다.
- 남기애: 환동母역 -이 시대 가장 평균적인 어머니. 환동이 영화 제작비 마련을 위해 돈을 달라 떼를 쓰지만 단호하게 거절한다.
- 정영주: 김한주(한동 여동생) 역/ 조감독 역 -환동의 여동생이자 수석으로 입학한 환동의 대학 후배로, 드라마 내 영화의 조감독으로 영화 제작에 참여한다.

### 대학교 관계자 / 영화 스태프
- 김종수: 마교수 역
- 허준석 : 노승보 역 (촬영감독/ 환동, 혜정, 인국의 대학선배)
- 황미영 : 황미영 역 (드라마내 영화상 혜정의 동생역/ 환동, 혜정, 인국의 대학선배)